# 2932 Kempchinsky
2932 Kempchinsky è un asteroide della fascia principale. Scoperto nel 1980, presenta un'orbita caratterizzata da un semiasse maggiore pari a 3,6179971 UA e da un'eccentricità di 0,1126265, inclinata di 2,27896° rispetto all'eclittica.